# Jehanian
Jehanian (en ourdou : جہانیاں) est une ville pakistanaise située dans le district de Khanewal, dans la province du Pendjab. Elle est la capitale du tehsil du même nom. La ville est située à moins de 50 kilomètres de Multan, plus grande ville du sud de la province.
La ville dispose d'une gare, étant idéalement située sur la ligne de chemin de fer entre Lodhran et Khanewal.
La population de la ville a été multipliée par près de trois entre 1972 et 2017 selon les recensements officiels, passant de 12 421 habitants à 43 598. Entre 1998 et 2017, la croissance annuelle moyenne s'affiche à 3,0 %, bien supérieure à la moyenne nationale de 2,4 %. Selon le recensement de 2023, la population de la ville monte à 50 318 habitants.
|            | 1972 (rec.) | 1981 (rec.) | 1998 (rec.) | 2017 (rec.) | 2023 (rec.) |
| ---------- | ----------- | ----------- | ----------- | ----------- | ----------- |
| Population | 12 421      | 15 930      | 24 871      | 43 598      | 50 318      |